# Wer aufgibt ist tot
Wer aufgibt ist tot ist eine deutsche Filmkomödie aus dem Jahr 2016, der am 18. November 2016 im Ersten ausgestrahlt wurde. Der Film wurde vorab im Juni 2016 auf dem Festival des deutschen Films in Ludwigshafen und im Juli 2016 in Heilbronn aufgeführt.

## Handlung
Paul Lohmann, ein früher erfolgreicher Handelsvertreter für Spiegel, lebt ein selbstsüchtiges, aber auch verlogenes Leben. Er trinkt, betrügt seine Frau Edith mit einer Jüngeren, wird von seiner Tochter Sonja verachtet und nun verliert er unter dem neuen Chef auch den beruflichen Anschluss. Den Unfalltod seiner zweiten Tochter Paula hat er verdrängt, ihr Grab hat er noch nie besucht. Der Scheidungsbrief seiner Frau liegt ungeöffnet auf seinem Tisch. Auch vor sich selbst kann Lohmann kaum noch die Fassade des erfolgreichen Angestellten und idealen Familienvaters aufrechterhalten. 
Auf einer Kundenfahrt nimmt Lohmann die Anhalterin Angie mit. Angetrunken und gehetzt verunglückt er in einem Tunnel. Lohmann wird später im Krankenhaus für hirntot erklärt, kann aber das Geschehen als Geist seiner selbst weiter beobachten, für alle unsichtbar – außer für Angie, die sich als ein Engel entpuppt, der ihn durch die „Zwischenwelt zwischen Leben und Tod“ führen soll. Angie erlaubt Lohmann, der noch nicht sterben will, die letzten Stunden vor dem Unfall zu wiederholen, sogar mehrfach und mit immer früherem Beginn, zuletzt allerdings erst, nachdem er mit einer manipulierten Münze gegen sie darum gespielt hat. Nachdem seine Versuche, den Unfall zu verhindern, immer wieder fehlschlagen und schließlich ein anderer an seiner Stelle verunglücken muss, da er selbst an einem Badesee einem Jungen das Leben rettet, wird Lohmann klar, dass er seinem Schicksal nicht entgehen kann. Er begreift, dass er die geschenkte Zeit dazu nutzen muss, um sich seinen Fehlern zu stellen und das Unvermeidbare anzunehmen, damit seine Familie ihn in guter Erinnerung behält. Als ihm das gelingt und er den Unfall am Ende sogar provoziert, damit nicht sein junger Kollege ihm zum Opfer fällt, erstrahlt der Ausgang des Unglückstunnels in einem hellen Licht, in das Lohmann nun entschlossen hineingeht. Die verstorbene Paula läuft ihm entgegen.
Auf einer von Sonja aufgenommenen Videobotschaft hat Lohmann die Anweisung hinterlassen, dass sein Körper als Organspender dienen soll. Während die Ärzte die Transplantation des Herzens vorbereiten, sieht man seine trauernde Frau und Tochter. Der Film endet mit einem Cliffhanger: Unmittelbar vor dem Abspann findet ein Arzt „noch Leben“ in Lohmanns Auge, als dessen Pupille auf Licht reagiert.

## Produktion

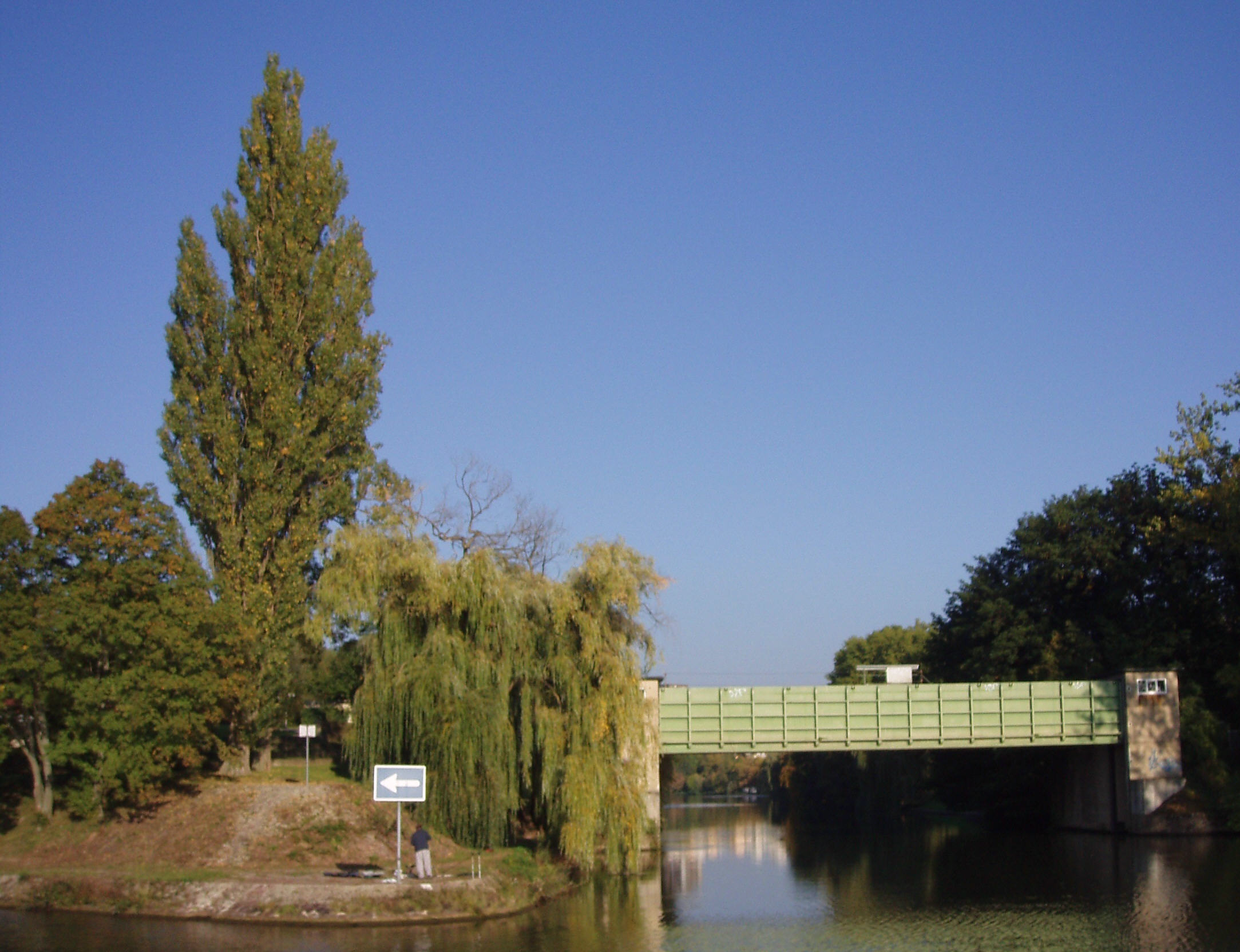
Das Hochwassersperrtor zwischen Neckarkanal (vorne und links) und altem Neckarlauf (rechts). Das Ufer wurde inzwischen mit einer Treppenanlage umgestaltet.

Der Film wurde vom 30. September 2015 bis zum 29. Oktober 2015 in Heilbronn und Umgebung gedreht. Drehorte waren unter anderem die B 39 am Weinsberger Sattel und im Schemelsbergtunnel, die Herbststraße 4 mit der Kneipe Backstüble, die Titotstraße mit der Buchhandlung Fr. Stritter, die Firma KACO und gegenüber die Südstraße, die Erwin-Fuchs-Brücke nach Heilbronn-Böckingen sowie das Ufer bei der Marinekameradschaft. Gezeigt werden außerdem das Hochwassersperrtor zwischen Neckarkanal und altem Neckarlauf beim Wertwiesenpark, die Kreisstraße hinauf zur Waldheide und der Parkplatz am Jägerhaus sowie die Vulpius Klinik in Bad Rappenau. Darüber hinaus werden die Kilianskirche und das Rosenberg-Hochhaus aus der Vogelperspektive gezeigt. Die Kosten der Produktion betrugen etwa 1,5 Mio. Euro.

## Rezeption

### Kritiken
„Während der Klamauk schnell in den Hintergrund gerät, rührt der Film dort, wo er nicht so dick aufträgt. Vermutlich kann man gar nicht oft genug versuchen, eine Geschichte über die berühmte zweite Chance zu erzählen. Bevor es zu spät ist. Denn häufig ist es so, wie es der Engel sagt: ‚Im Leben eine große Klappe, aber wenn es ans Sterben geht, ein feiger Philosoph.‘“

„Stellenweise, und das ist kein Schaden, wirkt ‚Wer aufgibt ist tot‘ wie die Deluxe-Langfassung einer ‚Tatortreiniger‘-Folge.“

„Dessen [Lohmanns] allmählicher Wandel ist zwar charmant inszeniert, dennoch driftet der Film zu oft ins Klamaukhafte ab, wenn zum Beispiel Angie, gespielt von Friederike Kempter, das Geschehen im Krankenhaus bissig-ironisch kommentiert. Und so landet auch der Zuschauer in einer Art Zwischenwelt: Unschlüssig, ob er angesichts der gewollt sarkastischen Szenen nun lachen oder weinen soll.“

„(Fernseh-)Fantasy-Komödie als interessante Variation des Klassikers „Und täglich grüßt das Murmeltier“, die dank des charismatischen Hauptdarstellers eine faszinierende tragikomische Note bekommt.“

### Auszeichnungen
- Wer aufgibt ist tot war unter 24 Spielfilmen für den Filmkunstpreis 2016 des 12. Festivals des deutschen Films nominiert.
- 14. Quotenmeter.de-Fernsehpreis in der Kategorie Bester Fernsehfilm oder Mehrteiler sowie für Bjarne Mädel als Bester Darsteller eines Fernsehfilms oder Mehrteilers